# 神戸市交通局100形電車
神戸市交通局100形電車（こうべしこうつうきょく100がたでんしゃ）は、かつて神戸市交通局（神戸市電）が保有していた路面電車車両である。1964年に大阪市交通局(大阪市電）から余剰となった801形20両を購入した。

## 合理化（導入経緯）
1960年代前半に入ると神戸市電も赤字経営に悩まされるようになった。しかし、まだこの時点では市電全廃といったことは考えておらず、むしろ「高架市電」構想を打ち上げるなど、路面電車事業のスクラップアンドビルドに活路を見出そうとしていた。
車両面では、東西に長く南北に狭い神戸市の旧市街地の特性上、他の鉄道路線との並走区間が多かったことから、700形をはじめとした大型ボギー車を走らせていた一方で、300形や400形などの単車を重用し、フリークエントサービスに努めていた。しかし、これらの単車は一車あたりの輸送力が小さくて乗務員一人当たりの生産性がボギー車に比べると低くて不経済なだけでなく、車両そのものも明治末の創業期から大正中期にかけて製造された木造単車を昭和初期に鋼体化改造を実施したもので、中でも300形は市電創業時に投入されたA,B車の足回りを低床化改造した台車を使用するなど、老朽化は深刻なものであった。また、1960年に1100形1104, 1105の2両を増備したが、赤字経営下では新車の導入もままならず、苦肉の策として、1963年に地下鉄3号線（後の四つ橋線）建設工事のために南北線を廃止して余剰車の発生していた大阪市電から801形と901形を購入することとなった。こうして、旧801形の100形と旧901形の200形が登場した。

## 車両概要
100形は転入時に大阪車輌工業において神戸市電向きの改造を実施された。電装機器関係は手を加える事無く、車体を中心とした改造となった。以下に改造点を挙げる。
- 正面窓配置を変則2枚窓から、前面左側大窓の左1/4の位置あたりで窓が分割された、変則配置の3枚窓になった。この部分は旧801形の大半の車両において、戦後のガラス不足期に縦桟を入れられて窓が分割されたように見えた車両が多かったが、神戸市電への転入に際しては換気、通風効果を上げるために本当に3枚窓に改造されてしまった。
- 行先方向幕、系統幕及び小窓を整理して、正面中央に行先方向幕を、右側に神戸市電では必要な経由地表示幕を取り付けた。どちらの窓枠もHゴム支持であった。また、神戸市電では系統板を使用するため、正面右側窓下に系統板差しを取り付けた。
- ライトの位置を正面窓上から窓下に変更した。しかし、神戸市電のボギー車に取り付けられていた方向指示器は取り付けられなかった。
- 116 - 120は前部ドアも自動ドアに改造された。

この他、前部ドア窓をHゴム支持に改造した車両もあった。また中央扉については、幅が広過ぎて車掌が客扱いに苦慮する事を考慮して全体の3分の2程度しか開かない様になっていたが、車掌台も狭かった為に、119, 120の中央扉の幅を狭めて車掌台部分を広げ、窓を設ける改造を実施した。
一方、台車取り付け位置の関係で車体前部床下のスペースが狭かった事から、神戸市電式のフェンダーストライカーは取り付けられなかった。これが後年100形の命運を左右する事となる。
大阪市交通局では、戦前からつながりの深い神戸市交通局へ車両を譲渡するため、801,901の両形式の経歴を精査し、事故歴や戦災復旧歴のない、最良の状態の車両を選んで譲渡したとされる。
100,200の両形式とも、大阪から天神橋筋六丁目で阪神北大阪線に乗り入れ、野田で国道線に入ると終点の東神戸で同じく線路のつながっていた神戸市電にそのまま入線して長田の交通局車両工場まで自走で転属した。

## 運用と廃車
100形は1964年春から順次登場し、石屋川、和田の両車庫に配属されて300形・400形単車の置き換えに充当された。
しかし、乗務員からは「運転台が狭くて運転しにくい」、「アンダーパワーで登坂力不足」などと不満の声が上がった。さらに追い討ちをかけたのが、同車が引き起こした人身事故であった。フェンダーストライカーを装備していなかったゆえに、神戸市電では大正末期以来約40数年ぶりという死亡事故となったため、100形・200形の両形式は運行停止となり、一度置き換えたはずの単車が復活するという皮肉な事態に陥ってしまった。
その後、一旦は運用復帰したものの、路線縮小時の廃車は大阪型からとの方針が決定。1968年4月21日の第一次路線縮小（須磨駅前 - 衣掛町、三宮阪神前 - 脇浜町、楠公前 - 兵庫駅前、湊川公園西口 - 新開地、有馬道 - 平野）に伴い、同年5月1日付で全車廃車された。
廃車後、須磨沖で漁礁として沈められた車両もあったが、学校や民間施設に払い下げられた車両もあった。